# Jagdgeschwader 333
333-тя винищувальна ескадра (нім. Jagdgeschwader 333 (JG 333) — винищувальна ескадра Люфтваффе, що існувала у складі повітряних сил вермахту напередодні Другої світової війни.

## Історія
333-тя винищувальна ескадра заснована 1 листопада 1938 року на аеродромі Герцогенаурах шляхом розгортання II./JG 135 та I./JG 136 без власного штабу ескадри. Мала у своєму складі дві авіагрупи, озброєні винищувачами Messerschmitt Bf 109 D-1. I-ша група базувалася в Герцогенаураху, II-га група — в Егері. На початку березня 1939 року II. група була переобладнана на «Мессершмітт» Bf 109 E. 1 травня 1939 року I-шу групу передали до складу JG 54, а II-гу групу включили до складу JG 77.

## Командування

### Командири
1-ша група (I./JG 333)
- майор Рудольф Штоленгофф (нім. Rudolf Stoltenhoff) (1 листопада 1938 — 1 травня 1939)

2-га група (II./JG 333)
- оберстлейтенант Карл-Альфред Шумахер (1 листопада 1938 — 1 травня 1939)

## Бойовий склад 333-ї винищувальної ескадри
- 1-ша група (I./JG 333)
- 2-га група (II./JG 333)

## Основні райони базування 333-ї винищувальної ескадри

### Основні райони базування I./JG 333
| Час                              | Місто         | Основний літак |
| -------------------------------- | ------------- | -------------- |
| 1 листопада 1938 — 1 травня 1939 | Герцогенаурах | Bf 109D-1      |

### Основні райони базування II./JG 333
| Час                                | Місто  | Основний літак |
| ---------------------------------- | ------ | -------------- |
| 1 листопада 1938 — 14 березня 1939 | Егер   | Bf 109D-1      |
| 14 березня — 1 травня 1939         | Пілзен | Bf 109 E       |